# Nikazy
Nikazy - (z ang. nick = przerwa; nicking enzymes - enzymy nikujące) – grupa enzymów restrykcyjnych, które katalizują hydrolizę jednego wiązania difosfoestrowego w jednej z dwóch nici dwuniciowego DNA wprowadzając tzw. nick, czyli przerwę w fosfocukrowym szkielecie cząsteczki DNA w ściśle określonym miejscu w obrębie specyficznie rozpoznawanej, kilkunukleotydowej sekwencji DNA lub w bezpośrednim jej sąsiedztwie.